# Bräuning, Leu, Dürig

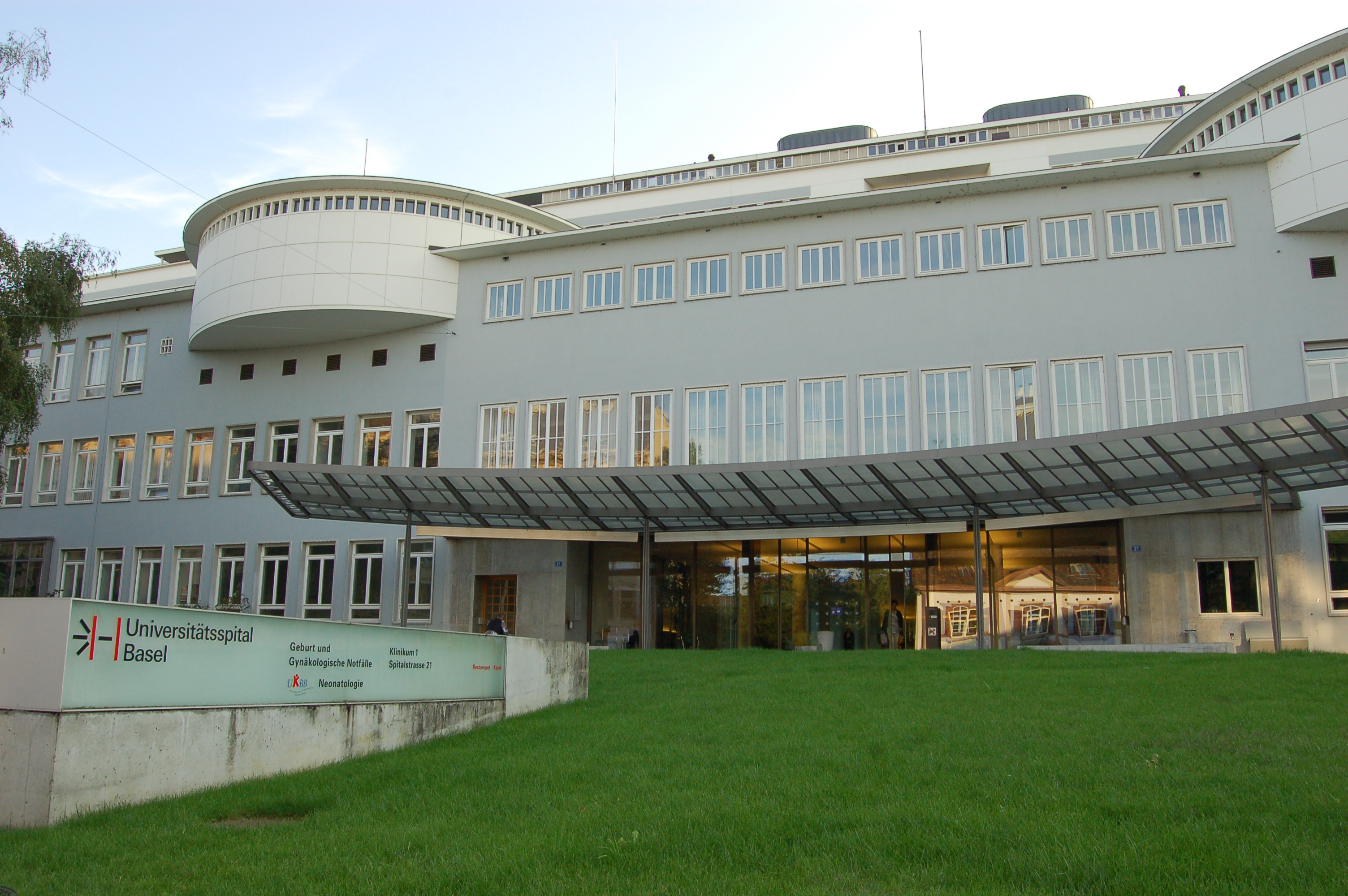
Das Basler Bürgerspital, erbaut 1938–1945, heute Klinikum 1 des Universitätsspitals

Die Architekten Bräuning, Leu, Dürig führten von den 1930er bis in die 1950er Jahre eines der meistbeschäftigten Basler Architekturbüros, das zahlreiche öffentliche Bauten, Geschäfts- und Gewerbehäuser sowie Industrieanlagen errichtete. Ihr gesamtes Werk kennzeichnet das Bemühen nach einer «gemässigten, soliden Modernität», wie der Pressetext zur bisher einzigen Gesamtschau 1999 betont.

## Inhaber
Franz Bräuning (* 22. September 1888 in Basel; † 14. September 1974 ebenda) war Sohn eines Zimmerpoliers. Er machte von 1904 bis 1907 eine Lehre im Baugeschäft der Gebrüder Stamm. Von 1907 bis 1909 studierte er am Technikum Burgdorf Architektur. Nach dem Diplom 1909 arbeitete er bis 1913 in Strassburg, anschliessend in Bern für das Basler Architekturbüro Widmer, Erlacher, Calini und zeitweise in Berlin für den Schweizer Architekten Ernst Rentsch an Planungen für die BASF in Ludwigshafen. Das eigene Büro gründete er 1920, in das nachfolgend auch seine zwei Partner eintraten.
Hans Matthias Leu (* 23. Dezember 1896 in Basel; † 7. Januar 1954 ebenda): Zur Ausbildung des Architekten ist wenig bekannt, auch die Nachrufe berichten darüber nichts. Leu absolvierte eine Berufslehre bei Julius Kelterborn und arbeitete anschliessend in verschiedenen Architekturbüros, in denen er unter anderem Hans Schmidt kennenlernte. Nachdem er 1923 den Wettbewerb für einen Zentralfriedhof am Hörnli gewonnen hatte, wurde er 1924 Bräunings Partner. Er hat einen Sohn, Hans Felix, *1945, mit der Künstlerin Eva Aeppli, mit der er ab 1946 verheiratet war. Ihr Enkel ist der Tätowier-Künstler Filip Leu.
Arthur Dürig (* 9. Juni 1903 in Bern; † 17. Februar 1978 in Luzern) absolvierte nach der Matura ebenfalls eine Lehre und studierte anschliessend am Technikum Burgdorf. Nach dreijährigem Praktikum führte er sein Studium von 1928 bis 1930 an der Technischen Hochschule Stuttgart fort und wurde dann Wissenschaftlicher Assistent bei Paul Bonatz. Ab 1931 arbeitete er bei Bräuning und Leu; er wurde 1932 oder 1933 Teilhaber.

## Werk
Ein frühes Werk aus der Zeit vor dem Eintritt von Dürig ins Büro ist das 1929 erbaute Atelierhaus Kind in Riehen.
Nach dem Gewinn des Auftrags für den Friedhof am Hörnli in Riehen bei Basel, einer neoklassizistischen Anlage, die zusammen mit den Büros Klingelfuss aus Zürich und Suter & Burckhardt aus Basel bis 1932 ausgeführt wurde, kamen die Aufträge fürs Ausstellungshotel der Mustermesse 1930 und die ebenfalls neoklassizistischen Formen verpflichtete Reformierte Kirche in Allschwil 1931/1932 hinzu.
Das Basler Stadtcasino am Barfüsserplatz, nach einem Entwurf von Brodtbeck 1934 geplant, wurde von Kehlstadt, von Brodtbeck und Bohny gemeinsam mit Bräuning, Leu, Dürig 1942 gebaut. Bereits 1937 wurde der Schweizer Pavillon für die Kleine Weltausstellung in Paris 1937, ein Bau der gemässigten Moderne, vom Büro gebaut.
Bräuning und Leu waren über zahlreiche Kommissionen an der Basler Städtebauentwicklung beteiligt, so am Hochbaugesetz von 1939 und dem Zonenplan. Während diese beiden das Büro organisatorisch führten, war Dürig entwerfender Architekt, der sich im Heimatschutz und der Kunstkreditkommission engagierte.
Ende der 1930er Jahre entstanden auch die Taubstummenanstalt Riehen und während des Zweiten Weltkriegs zusammen mit Ernst und Paul Vischer sowie Hermann Baur das Bürgerspital, einem der grossen Spitalbauten seiner Zeit.
Nach 1945 folgten die Druckerei des VSK, nachmalig Coop, ein Werkgebäude für Sandoz und zusammen mit Alfred und Karl Doppler sowie Seeger von 1948 bis 1950 Zeilenbauten in der Wohnsiedlung am Kannenfeld. Aber auch die kleinere Bauform findet in der Fachwelt Beachtung: Das Augustheft der Fachzeitschrift Das Werk von 1947 beschreibt das Tessiner Ferienhaus eines der Architekten, das Dezemberheft desselben Jahres, ganz dem Ladenbau gewidmet, rezensiert zwei Ladenausbauten des Büros in Basel.
In den 1950er Jahren folgten Geschäftshäuser in Basel, rund um den Aeschenplatz: Der Aeschenhof von 1952 und das Bürogebäude Pax vom selben Jahr (1995 abgebrochen), das Wohn- und Geschäftshaus Drachen von 1956 bis 1958. Im Zentrum der Aufmerksamkeit standen allerdings die Frachtumschlaggebäude am Rheinhafen und die Umgestaltung des Basler Zoos mit dem Neubau des Elefantenhauses.
Zu den späten Werken des Büros – Hans Leu war ja 1954 verstorben – gehörten die Allgemeine Gewerbeschule (zusammen mit Hermann Baur), deren Wettbewerb zwar bereits 1941 entschieden wurde, das aber erst im Jahre 1961 fertiggestellt wurde, städtebaulich eine zeitgenössische Erweiterung des barocken Sandgrubengutes und zuletzt die Handwerkerbank in der Aeschenvorstadt.

## Werkliste (Auswahl)
- Friedhof am Hörnli, Riehen, 1922–1931
- Eisenlagerhalle am Dreispitz, Basel 1926
- Brücke und Turm, Internationale Ausstellung für Binnenschiffahrt, Basel 1926
- Atelier Brunhilde Kind, Dinkelbergstrasse, Riehen 1927
- Klingenthalmühle, Basel 1928–29, Um- und Neubau
- Kino Palermo, Olympia-Film, Basel 1928–1929
- Kino Clara-Halle, Clarastrasse, Basel 1928
- Haus Kaller, Wohn- und Geschäftshaus, Greifengasse, Basel 1928–1929
- Haus Thiel, Wohn- und Geschäftshaus, Streitgasse 4–6, Basel 1930–1931
- Musterhotel, WOBA, Basel 1930
- LIGA, Lager- und Geschäftshaus, Dornacher-/Falkensteinerstrasse, Basel 1930–1931
- Drei Reihenhäuser an der Rebenstrasse 36–40, Riehen 1931–1932
- Zum Anker, Wohnhaus und Restaurant, Hochbergerplatz, Basel 1931–1932
- Reformierte Kirche, Allschwil 1931–1932
- Postgebäude, Allschwil 1932
- Haus Orzel, Wohn- und Geschäftshaus, Blumenrain 22, Basel 1932–1933
- Berghaus des S.A.C, Mont Moron 1933
- Zum Steinenklösterli, Wohnhaus und Restaurant, Steinenvorstadt 13, Basel 1932–1933
- Wohnhaus und Gärtnerei, Wohnhaus, Gartenhaus mit Gewächshaus, Scheune und Grotto, Grenzacherweg 190, Riehen, 1940–1941[22]

## Fussnoten
1. ↑  Architekturmuseum Basel (Hrsg.): Bräuning, Leu, Dürig. Ein Basler Architekturbüro 1922–1978. cop., Basel 1999, S. o. S., Pressetext.
2. ↑  Rudolf Christen: Hans Leu. In: Das Werk. Band 34, Nr. 12, 1947, S. 382–383 (online).
3. ↑  Ideen-Wettbewerb für einen Zentralfriedhof am Hörnli in Basel. In: Schweizerische Bauzeitung. Band 81, Nr. 17, 1923, S. *70*-*71* (online).
4. ↑  Franziska Schürch: Atelierhaus Kind. In: Gemeinde Lexikon Riehen.
5. ↑  Friedhof am Hörnli in Basel. In: Das Werk. Band 19, Nr. 6, 1932, S. 177–182 sowie Seite XXV, doi:10.5169/seals-17668.
6. ↑  Reformierte Kirche Allschwil : Architekten Bräuning, Leu, Dürig, Basel. In: Das Werk. Band 20, Nr. 9, 1933, S. 260–263, doi:10.5169/seals-86406.
7. ↑  Arthur Dürig: Neubau Casino Basel. In: Das Werk. Band 29, Nr. 11, 1942, S. 257–272, doi:10.5169/seals-86991.
8. ↑  Adolphe Guyonnet: Notes et impressions de l’exposition de Paris. In: Schweizerische Bauzeitung. Band 110, Nr. 6, 1937, S. 60–63, doi:10.5169/seals-49098.
9. ↑  Pläne
10. ↑  Taubstummenanstalt in Riehen bei Basel. In: Schweizerische Bauzeitung. Band 105, Nr. 26, 1935, S. 304 f., doi:10.5169/seals-47456.
11. ↑  Hermann Baur: Zur Architektur des Basler Spitalneubaus. In: Das Werk. Band 33, Nr. 2, 1945, S. 43–45, doi:10.5169/seals-26300.
12. ↑  Hans Staub: Bürgerspital Basel : Erbaut durch die Architektengemeinschaft E. & P. Vischer / H. Baur / Bräuning, Leu, Dürig, Architekten BSA/SIA, Basel. In: Das Werk. Band 33, Nr. 2, 1946, S. 37–42, doi:10.5169/seals-26301.
13. ↑  Druckerei des Verbandes Schweizerischer Konsumvereine (VSK) in Basel : 1947/49, Bräuning, Leu, Dürig, Architekten BSA, Basel. In: Das Werk. Band 37, Nr. 1, 1950, S. 1–42, doi:10.5169/seals-28997.
14. ↑  J. Maurizio: Drei Basler Hochhäuser. In: Wohnen. Band 25, Nr. 1, 1950, S. 60, doi:10.5169/seals-102160.
15. ↑  Ferienhaus bei Cugnasco im Tessin : erbaut 1941/45 durch Bräuning, Leu, Durig, Architekten BSA, Basel. In: Das Werk. Band 34, Nr. 8, 1947, S. 254–256, doi:10.5169/seals-27026.
16. ↑  Neuzeitliche Ladenumbauten. In: Das Werk. Band 34, Nr. 12, 1947, S. 382–383 (online).
17. ↑  Neubauten im Basler Rheinhafen : Architekten Bräuning, Leu, Dürig, Basel. In: Das Werk. Band 41, Nr. 7, 1954, S. 283, doi:10.5169/seals-31736.
18. ↑  Elefantenhaus im Zoologischen Garten Basel. In: Das Werk. Band 43, Nr. 11, 1956, S. 341, doi:10.5169/seals-33341.
19. ↑  Engerer Wettbewerb für ein Gewerbeschulhaus auf dem Sandgrubenareal in Basel. In: Schweizerische Bauzeitung. Band 117, Nr. 12, 1941, S. 129 ff. (online).
20. ↑  Neubau der Allgemeinen Gewerbeschule Basel. In: Das Werk. Band 49, Nr. 2, 1962, S. 61–70, doi:10.5169/seals-38388.
21. ↑  Integrierte Kunst am Neubau der Handwerkerbank Basel. In: Das Werk. Band 49, Nr. 8, 1962, S. 282 f., doi:10.5169/seals-38459.
22. ↑  Verkaufsdokumentation von 2015, PDF; KB 5,1